# Клавдино (Владимирская область)
Клавдино — деревня Судогодского района Владимирской области России, входит в состав Муромцевского сельского поселения.

## География
Деревня расположена в 20 км на юго-запад от райцентра города Судогда. 

## История
В 1843 году помещицей Клавдией Ростиславовной Булгаковой, урожденной Кайсаровой были выселены 5 дворовых крестьян из деревни Моругино, которые и основали деревню Клавдино.   
В XIX — первой четверти XX века деревня входила в состав Моругинской волости Судогодского уезда, с 1926 года — в составе Александровской волости Владимирского уезда. В 1859 году в деревне числилось 5 дворов, в 1905 году — 15 дворов, в 1926 году — 16 дворов.
С 1929 года деревня входила в состав Дубенского сельсовета Судогодского района, с 1940 года — в составе Вольно-Артемовского сельсовета, с 1979 года — в составе Беговского сельсовета, с 2005 года — в составе Муромцевского сельского поселения.

## Население
| 1859 | 1905 | 1926 |
| ---- | ---- | ---- |
| 29   | 70   | 83   |

| 1859 | 1905 | 1926 | 2010 | 2021 |
| ---- | ---- | ---- | ---- | ---- |
| 29   | ↗70  | ↗83  | ↘0   | →0   |